# Battaglia di Breisach
La battaglia di Breisach, combattuta dal 18 agosto al 17 dicembre 1638 durante la guerra dei trent'anni, vide l'esercito del Sacro Romano Impero arrendersi di fronte alle forze francesi guidate da Henri de La Tour d'Auvergne-Bouillon.